# Vetapalem
Vetapalem es una ciudad censal situada en el distrito de Prakasam en el estado de Andhra Pradesh (India). Su población es de 38671 habitantes (2011). Se encuentra a 98 km de Vijayawada y a 66 km de Guntur. 

## Demografía
Según el censo de 2011 la población de Vetapalem era de 38671 habitantes, de los cuales 19079 eran hombres y 19592 eran mujeres. Vetapalem tiene una tasa media de alfabetización del 74,08%, superior a la media estatal del 67,02%: la alfabetización masculina es del 82,67%, y la alfabetización femenina del 65,67%.